# Bolszaja (dopływ Kielmraku)
Bolszaja (ros. Большая) – rzeka w azjatyckiej części Rosji, w Kraju Kamczackim, lewy dopływ Kielmraku. Źródła znajdują się u podnóży Gór Środkowych. Rzeka ma 48 km długości. Jej głównym i dopływami są: Lewaja Bolszaja (lewy) oraz Chriebtowyj i Prawaja Bolszaja (prawe).